# Anke Huber
Anke Huber (Bruchsal, 1974. december 4. –) Fed-kupa- és Hopman-kupa-győztes, háromszoros olimpikon német teniszezőnő.
Az 1990-es években Steffi Graf után a második legerősebb német teniszezőnőnek számított. 1989–2001 közötti profi pályafutása során tizenkettő egyéni és egy páros WTA-tornát nyert, emellett két egyéni ITF-tornagyőzelmet is szerzett. Legjobb egyéni világranglista-helyezése negyedik volt, ezt 1996 októberében érte el, párosban a 23. helyig jutott 1998. február 9-én.
A legjobb egyéni Grand Slam-eredményét az 1996-os Australian Openen érte el, ahol a döntőbe jutott, és csak Szeles Mónikától szenvedett vereséget. Párosban az 1992-es Roland Garroson az elődöntőbe jutott. Az 1995-ös év végi világbajnokságon a döntőben öt játszmás mérkőzésen kapott ki Steffi Graftól.
Három olimpián is részt vett Németország képviseletében. Az 1992-es barcelonai olimpián egyéniben és párosban is a későbbi aranyérmestől kapott ki. Egyéniben a negyeddöntőben  Jennifer Capriati ütötte el a továbbjutástól. Párosban Steffi Graf párjaként indult, és a második körben a végül aranyérmet szerző amerikai Gigi Fernández–Mary Joe Fernández páros ütötte el őket a továbbjutástól. 1996-ban az atlantai olimpián ismét az aranyérmes búcsúztatta, ezúttal a harmadik körben szenvedett vereséget a későbbi győztes Lindsay Davenporttól.
1992-ben tagja volt a Fed-kupa-győztes német válogatottnak. 1995-ben Boris Becker párjaként megnyerte a Hopman-kupát.

## Grand Slam-döntői

### Egyéni

#### Elveszített döntők (1)
| Év   | Bajnokság       | Borítás | Ellenfél      | Eredmény |
| ---- | --------------- | ------- | ------------- | -------- |
| 1996 | Australian Open | Kemény  | Szeles Mónika | 4–6, 1–6 |

## Év végi világbajnokság döntői

### Egyéni

#### Elveszített döntők (1)
| Év   | Bajnokság                        | Borítás     | Ellenfél    | Eredmény                |
| ---- | -------------------------------- | ----------- | ----------- | ----------------------- |
| 1995 | WTA Tour Championships, New York | Szőnyeg (f) | Steffi Graf | 1–6, 6–2, 1–6, 6–4, 3–6 |

## WTA döntői

### Egyéni: 23 (12–11)
| Tornakategóriák              |
| ---------------------------- |
| Grand Slam tornák (0–1)      |
| WTA Tour Championships (0–1) |
| Tier I (1–1)                 |
| Tier II (4–6)                |
| Tier III (4–1)               |
| Tier IV (2–0)                |
| Tier V (1–1)                 |

| Borításonként |
| ------------- |
| Kemény (2–6)  |
| Fű (1–0)      |
| Salak (4–1)   |
| Szőnyeg (5–4) |

| Eredmény | No. | Dátum                | Torna                  | Borítás     | Ellenfél            | Eredmény                |
| -------- | --- | -------------------- | ---------------------- | ----------- | ------------------- | ----------------------- |
| Győztes  | 1.  | 1990. augusztus 20.  | Schenectady            | Kemény      | Marianne Werdel     | 6–1, 5–7, 6–4           |
| Döntős   | 1.  | 1990. szeptember 24. | Bayonne                | Kemény (f)  | Nathalie Tauziat    | 3–6, 6–7(8)             |
| Győztes  | 2.  | 1991. október 14.    | Filderstadt            | Szőnyeg (f) | Martina Navratilova | 2–6, 6–2, 7–6(4)        |
| Döntős   | 2.  | 1993. január 11.     | Sydney                 | Kemény      | Jennifer Capriati   | 1–6, 4–6                |
| Győztes  | 3.  | 1993. július 12.     | Kitzbühel              | Salak       | Judith Wiesner      | 6–4, 6–1                |
| Döntős   | 3.  | 1993. október 18.    | Brighton               | Szőnyeg (f) | Jana Novotná        | 2–6, 4–6                |
| Győztes  | 4.  | 1994. július 25.     | Styria                 | Salak       | Judith Wiesner      | 6–3, 6–3                |
| Győztes  | 5.  | 1994. október 10.    | Filderstadt            | Kemény (f)  | Mary Pierce         | 6–4, 6–2                |
| Győztes  | 6.  | 1994. november 7.    | Philadelphia           | Szőnyeg (f) | Mary Pierce         | 6–0, 6–7(4), 7–5        |
| Győztes  | 7.  | 1995. szeptember 25. | Lipcse                 | Szőnyeg (f) | Magdalena Maleeva   | játék nélkül            |
| Döntős   | 4.  | 1995. november 13.   | WTA Tour Championships | Szőnyeg (f) | Steffi Graf         | 1–6, 6–2, 1–6, 6–4, 3–6 |
| Döntős   | 5.  | 1996. január 15.     | Australian Open        | Kemény      | Szeles Mónika       | 4–6, 1–6                |
| Győztes  | 8.  | 1996. június 17.     | ’s-Hertogenbosch       | Fű          | Helena Suková       | 6–4, 7–6(2)             |
| Döntős   | 6.  | 1996. augusztus 12.  | Los Angeles            | Kemény      | Lindsay Davenport   | 2–6, 3–6                |
| Győztes  | 9.  | 1996. szeptember 30. | LIpcse                 | Szőnyeg (f) | Iva Majoli          | 5–7, 6–3, 6–1           |
| Döntős   | 7.  | 1996. október 7.     | Filderstadt            | Kemény (f)  | Martina Hingis      | 2–6, 6–3, 3–6           |
| Győztes  | 10. | 1996. október 21.    | Luxembourg             | Szőnyeg (f) | Karina Habšudová    | 6–3, 6–0                |
| Döntős   | 8.  | 1997. február 10.    | Párizs                 | Szőnyeg (f) | Martina Hingis      | 3–6, 6–3, 3–6           |
| Döntős   | 9.  | 1997. augusztus 11.  | Toronto                | Kemény      | Szeles Mónika       | 2–6, 4–6                |
| Győztes  | 11. | 2000. április 10.    | Estoril                | Salak       | Nathalie Dechy      | 6–2, 1–6, 7–5           |
| Győztes  | 12. | 2000. július 17.     | Sopot                  | Salak       | Gala León García    | 7–6(4), 6–3             |
| Döntős   | 10. | 2001. február 5.     | Párizs                 | Szőnyeg (f) | Amélie Mauresmo     | 6–7(2), 1–6             |
| Döntős   | 11. | 2001. május 21.      | Strasbourg             | Salak       | Silvia Farina Elia  | 5–7, 6–0, 4–6           |

### Páros: 4 (1–3)
| Tornakategória               |
| ---------------------------- |
| Grand Slam torna (0–0)       |
| WTA Tour Championships (0–0) |
| Tier I (0–1)                 |
| Tier II (1–2)                |
| Tier III (0–0)               |
| Tier IV (0–0)                |
| Tier V (0–0)                 |

| Borításonként |
| ------------- |
| Kemény (0–2)  |
| Fű (0–0)      |
| Salak (1–0)   |
| Szőnyeg (0–1) |

| Eredmény | No. | Dátum             | Torna    | Borítás     | Partner              | Ellenfelek                        | Eredmény         |
| -------- | --- | ----------------- | -------- | ----------- | -------------------- | --------------------------------- | ---------------- |
| Döntős   | 1.  | 1993. október 18. | Brighton | Szőnyeg (f) | Larisa Neiland       | Laura Golarsa Natalija Medvegyeva | 3–6, 6–1, 4–6    |
| Győztes  | 1.  | 1997. április 28. | Hamburg  | Salak       | Mary Pierce          | Ruxandra Dragomir Iva Majoli      | 2–6, 7–6(1), 6–2 |
| Döntős   | 2.  | 1999. január 11.  | Sydney   | Kemény      | Mary Joe Fernández   | Jelena Lihovceva Szugijama Ai     | 3–6, 6–2, 0–6    |
| Döntős   | 3.  | 1999. október 18. | Moszkva  | Szőnyeg (f) | Julie Halard-Decugis | Lisa Raymond Rennae Stubbs        | 1–6, 0–6         |

## Eredményei Grand Slam-tornákon

### Egyéni
| Grand Slam | Australian Open | Australian Open   | Roland Garros | Roland Garros     | Wimbledon | Wimbledon         | US Open     | US Open           |
| Év         | Eredmény        | Utolsó ellenfél   | Eredmény      | Utolsó ellenfél   | Eredmény  | Utolsó ellenfél   | Eredmény    | Utolsó ellenfél   |
| 1990       | 3. kör          | Raffaella Reggi   | –             | –                 | 2. kör    | Gabriela Sabatini | 1. kör      | Jennifer Capriati |
| 1991       | Negyeddöntő     | Szeles Mónika     | 3. kör        | A-M Cecchini      | 4. kör    | Zina Garrison     | 2. kör      | Natallja Zverava  |
| 1992       | Negyeddöntő     | Szeles Mónika     | 2. kör        | Jo Durie          | 3. kör    | Yayuk Basuki      | 1. kör      | Sabine Appelmans  |
| 1993       | 4. kör          | A Sánchez Vicario | Elődöntő      | Steffi Graf       | 4. kör    | Gabriela Sabatini | 3. kör      | Date Kimiko       |
| 1994       | 3. kör          | Ginger Helgeson   | 4. kör        | A Sánchez Vicario | 2. kör    | I Gorrochategui   | 2. kör      | Leila Meskhi      |
| 1995       | 4. kör          | Mary Pierce       | 4. kör        | Steffi Graf       | 4. kör    | A Sánchez Vicario | 4. kör      | Szeles Mónika     |
| 1996       | Döntő           | Szeles Mónika     | 4. kör        | Karina Habšudová  | 3. kör    | Szugijama Ai      | 1. kör      | Amanda Coetzer    |
| 1997       | 4. kör          | Mary Pierce       | 1. kör        | Kimberly Po       | 3. kör    | Anna Kurnyikova   | 3. kör      | Venus Williams    |
| 1998       | Elődöntő        | Martina Hingis    | –             | –                 | –         | –                 | 1. kör      | Iva Majoli        |
| 1999       | 2. kör          | Sylvia Plischke   | –             | –                 | 1. kör    | Jennifer Capriati | Negyeddöntő | Martina Hingis    |
| 2000       | 1. kör          | Kristie Boogert   | 4. kör        | Venus Williams    | 4. kör    | Martina Hingis    | Negyeddöntő | J Gyementyjeva    |
| 2001       | –               | –                 | 2. kör        | Virginie Razzano  | 4. kör    | Justine Henin     | 3. kör      | J Gyementyjeva    |

## Év végi világranglista-helyezései
| Év       | 1989 | 1990 | 1991 | 1992 | 1993 | 1994 | 1995 | 1996 | 1997 | 1998 | 1999 | 2000 | 2001 |
| Helyezés | 203. | 37.  | 14.  | 11.  | 10.  | 12.  | 10.  | 7.   | 14.  | 21.  | 16.  | 19.  | 18.  |